# Division 1 1984-85
La Division 1 1984-85 fue la 46ª temporada del fútbol francés profesional. Girondins de Bordeaux resultó campeón con 59 puntos, obteniendo su tercer título.

## Equipos participantes
| Equipo                 | Ciudad      | Estadio                 |
| ---------------------- | ----------- | ----------------------- |
| AJ Auxerre             | Auxerre     | L'Abbé-Deschamps        |
| SEC Bastia             | Bastia      | Armand Cesari           |
| FCG Bordeaux           | Burdeos     | Jacques Chaban-Delmas   |
| Stade Brest            | Brest       | Francis-Le Blé          |
| Stade Laval            | Laval       | Francis Le Basser       |
| RC Lens                | Lens        | Félix Bollaert          |
| Lille OSC              | Lille       | Grimonprez Jooris       |
| Olympique de Marseille | Marsella    | Vélodrome               |
| FC Metz                | Metz        | Saint-Symphorien        |
| AS Monaco FC           | Mónaco      | Luis II                 |
| AS Nancy               | Nancy       | Marcel Picot            |
| FC Nantes              | Nantes      | La Beaujoire            |
| Paris Saint-Germain    | París       | Parque de los Príncipes |
| RC Paris               | París       | Yves-du-Manoir          |
| FC Rouen               | Ruan        | Robert Diochon          |
| FC Sochaux             | Sochaux     | Auguste Bonal           |
| RC Strasbourg          | Estrasburgo | La Meinau               |
| Sporting Toulon Var    | Tolón       | Bon Rencontre           |
| Toulouse FC            | Toulouse    | Stadium de Toulouse     |
| Tours FC               | Tours       | La Vallée du Cher       |

## Tabla de posiciones
| Pos. | Equipo              | Pts. | PJ | G  | E  | P  | GF | GC | Dif. | Clasificación                                |
| ---- | ------------------- | ---- | -- | -- | -- | -- | -- | -- | ---- | -------------------------------------------- |
| 1    | Bordeaux (C)        | 59   | 38 | 25 | 9  | 4  | 70 | 27 | +43  | Clasificado a la Copa de Campeones de Europa |
| 2    | Nantes              | 55   | 38 | 23 | 9  | 6  | 61 | 32 | +29  | Clasificado a la Copa de la UEFA             |
| 3    | Monaco              | 48   | 38 | 18 | 12 | 8  | 65 | 28 | +37  | Clasificado a la Recopa de Europa            |
| 4    | Auxerre             | 47   | 38 | 18 | 11 | 9  | 53 | 39 | +14  | Clasificado a la Copa de la UEFA             |
| 5    | Metz                | 45   | 38 | 18 | 9  | 11 | 50 | 46 | +4   | Clasificado a la Copa de la UEFA             |
| 6    | Toulon              | 44   | 38 | 19 | 6  | 13 | 46 | 37 | +9   |                                              |
| 7    | Lens                | 40   | 38 | 16 | 8  | 14 | 57 | 43 | +14  |                                              |
| 8    | Sochaux             | 38   | 38 | 12 | 14 | 12 | 55 | 43 | +12  |                                              |
| 9    | Brest               | 36   | 38 | 11 | 14 | 13 | 50 | 51 | −1   |                                              |
| 10   | Laval               | 36   | 38 | 12 | 12 | 14 | 39 | 52 | −13  |                                              |
| 11   | Nancy               | 35   | 38 | 13 | 9  | 16 | 53 | 54 | −1   |                                              |
| 12   | Toulouse            | 35   | 38 | 11 | 13 | 14 | 43 | 49 | −6   |                                              |
| 13   | Paris Saint-Germain | 33   | 38 | 13 | 7  | 18 | 58 | 73 | −15  |                                              |
| 14   | Bastia              | 32   | 38 | 11 | 10 | 17 | 39 | 68 | −29  |                                              |
| 15   | Lille               | 31   | 38 | 9  | 13 | 16 | 37 | 45 | −8   |                                              |
| 16   | Strasbourg          | 31   | 38 | 9  | 13 | 16 | 47 | 57 | −10  |                                              |
| 17   | Marseille           | 31   | 38 | 13 | 5  | 20 | 51 | 67 | −16  |                                              |
| 18   | Rouen (D)           | 29   | 38 | 8  | 13 | 17 | 28 | 46 | −18  | Acceso a promoción de permanencia            |
| 19   | Tours (D)           | 29   | 38 | 9  | 11 | 18 | 44 | 66 | −22  | Descenso a Division 2                        |
| 20   | RC Paris (D)        | 26   | 38 | 9  | 8  | 21 | 32 | 55 | −23  | Descenso a Division 2                        |

 Fuente: footballdatabase.eu

## Resultados
| Local \ Visitante   | AUX | BAS | BOR | BRE | LAV | LEN | LIL | MAR | MET | MOC | NAC | NAT | PSG | RCP | ROU | SOC | STR | TON | TOL | TOR |
| ------------------- | --- | --- | --- | --- | --- | --- | --- | --- | --- | --- | --- | --- | --- | --- | --- | --- | --- | --- | --- | --- |
| Auxerre             | —   | 3–1 | 1–1 | 3–1 | 2–1 | 0–0 | 3–0 | 4–2 | 2–0 | 2–0 | 1–0 | 1–0 | 2–1 | 1–0 | 2–0 | 0–0 | 2–0 | 1–1 | 2–0 | 1–0 |
| Bastia              | 2–2 | —   | 0–0 | 2–0 | 1–0 | 2–1 | 2–1 | 1–0 | 1–3 | 1–0 | 1–1 | 1–1 | 1–2 | 0–0 | 3–0 | 1–1 | 2–1 | 3–2 | 4–0 | 2–2 |
| Bordeaux            | 6–1 | 4–0 | —   | 3–0 | 5–2 | 2–1 | 2–0 | 4–1 | 6–0 | 0–0 | 3–1 | 2–1 | 3–1 | 1–0 | 2–0 | 1–0 | 3–2 | 2–0 | 2–1 | 2–1 |
| Brest               | 2–0 | 4–2 | 0–0 | —   | 3–0 | 3–2 | 0–0 | 3–0 | 0–1 | 0–2 | 2–2 | 4–2 | 3–1 | 3–0 | 0–2 | 1–0 | 1–1 | 0–1 | 2–2 | 3–3 |
| Laval               | 2–1 | 2–1 | 0–2 | 0–0 | —   | 1–3 | 1–1 | 4–2 | 1–4 | 0–0 | 2–2 | 0–1 | 0–0 | 1–0 | 2–0 | 2–1 | 2–1 | 1–0 | 3–3 | 3–1 |
| Lens                | 1–0 | 3–0 | 2–1 | 1–1 | 3–0 | —   | 2–0 | 3–0 | 0–0 | 2–2 | 3–0 | 0–1 | 4–2 | 1–0 | 1–0 | 3–1 | 0–0 | 3–0 | 0–0 | 6–1 |
| Lille               | 1–1 | 1–2 | 0–1 | 2–0 | 0–0 | 2–0 | —   | 1–1 | 1–0 | 1–1 | 4–0 | 1–1 | 3–1 | 2–1 | 0–0 | 1–1 | 3–0 | 1–1 | 0–0 | 3–0 |
| Marseille           | 1–1 | 5–0 | 0–1 | 3–2 | 0–0 | 1–2 | 2–0 | —   | 2–1 | 3–0 | 0–1 | 0–2 | 3–1 | 0–2 | 3–2 | 3–1 | 2–1 | 4–2 | 2–1 | 3–2 |
| Metz                | 2–1 | 1–0 | 1–1 | 2–0 | 0–2 | 4–1 | 2–0 | 3–0 | —   | 1–1 | 2–2 | 1–1 | 2–1 | 2–0 | 1–0 | 1–1 | 1–0 | 1–0 | 2–1 | 1–1 |
| Monaco              | 0–0 | 4–0 | 3–0 | 0–0 | 0–0 | 3–0 | 6–1 | 3–0 | 7–0 | —   | 1–0 | 1–1 | 4–1 | 3–0 | 2–0 | 2–0 | 3–0 | 0–2 | 0–0 | 4–0 |
| Nancy               | 1–1 | 2–0 | 0–1 | 0–2 | 2–3 | 2–1 | 1–0 | 3–1 | 2–1 | 1–1 | —   | 1–2 | 6–1 | 4–0 | 2–2 | 2–2 | 1–1 | 0–2 | 1–1 | 1–0 |
| Nantes              | 2–1 | 3–0 | 0–1 | 0–2 | 2–0 | 2–0 | 1–0 | 3–0 | 1–0 | 1–0 | 2–1 | —   | 2–0 | 1–1 | 2–1 | 1–1 | 2–2 | 3–1 | 2–2 | 4–0 |
| Paris Saint-Germain | 0–0 | 7–1 | 1–2 | 1–1 | 0–1 | 4–3 | 2–3 | 2–1 | 1–2 | 2–1 | 2–4 | 2–3 | —   | 2–2 | 3–2 | 1–1 | 2–0 | 0–0 | 3–1 | 2–0 |
| RC Paris            | 1–3 | 0–0 | 0–0 | 3–0 | 2–0 | 2–1 | 2–2 | 0–2 | 0–2 | 0–1 | 1–0 | 1–2 | 0–1 | —   | 1–0 | 0–2 | 2–2 | 0–1 | 3–1 | 3–1 |
| Rouen               | 1–2 | 1–1 | 0–0 | 2–2 | 2–0 | 1–0 | 0–0 | 1–1 | 1–0 | 2–1 | 0–1 | 1–0 | 0–1 | 1–1 | —   | 1–1 | 1–0 | 1–0 | 0–2 | 0–0 |
| Sochaux             | 2–1 | 4–0 | 1–1 | 4–2 | 2–0 | 1–2 | 1–0 | 2–0 | 1–1 | 1–2 | 1–0 | 0–1 | 4–1 | 6–1 | 4–0 | —   | 3–1 | 0–0 | 0–1 | 2–2 |
| Strasbourg          | 1–1 | 1–1 | 2–2 | 1–1 | 2–0 | 1–1 | 2–1 | 2–1 | 4–1 | 3–3 | 2–1 | 1–3 | 1–1 | 3–0 | 1–1 | 4–2 | —   | 0–1 | 1–0 | 1–0 |
| Toulon              | 2–0 | 1–0 | 1–2 | 2–1 | 1–1 | 1–0 | 2–1 | 2–0 | 0–2 | 0–1 | 3–1 | 1–2 | 5–1 | 1–0 | 1–1 | 1–0 | 3–1 | —   | 2–1 | 2–0 |
| Toulouse            | 1–3 | 3–0 | 2–1 | 0–0 | 1–1 | 1–0 | 1–0 | 2–0 | 1–1 | 1–2 | 1–0 | 1–3 | 0–1 | 1–3 | 1–1 | 0–0 | 2–1 | 2–0 | —   | 3–1 |
| Tours               | 3–1 | 2–0 | 1–0 | 1–1 | 1–1 | 1–1 | 2–0 | 2–2 | 2–1 | 2–1 | 1–3 | 0–1 | 2–3 | 2–0 | 2–0 | 2–2 | 1–0 | 0–1 | 2–2 | —   |

### Promoción de permanencia
| Equipo 1    | Agr.      | Equipo 2 | Ida | Vuelta |
| ----------- | --------- | -------- | --- | ------ |
| Rennes (p.) | 1–1 (7–6) | Rouen    | 0–1 | 1–0    |

- Rennes ascendió a Division 1, Rouen fue relegado a Division 2

Promovidos de la Division 2, quienes jugarán en la Division 1 1985/86:
- Le Havre AC: Campeón de la Division 2, ganador de la Division 2 grupo A.
- OGC Nice: Subcampeón, ganador de la Division 2 grupo B.
- Stade Rennais: Tercer lugar, ganador de la eliminatoria de ascenso.

## Goleadores
| #  | Jugador             | Nacionalidad        | Club                   | Goles |
| -- | ------------------- | ------------------- | ---------------------- | ----- |
| 1  | Vahid Halilhodžić   | RFS Yugoslavia      | FC Nantes Atlantique   | 28    |
| 2  | Bernard Lacombe     | Francia             | Bordeaux               | 22    |
| 3  | Gérard Buscher      | Francia             | Stade Brest            | 19    |
| 4  | Delio Onnis         | Argentina           | Sporting Toulon Var    | 17    |
| -  | Yannick Stopyra     | Francia             | Toulouse FC            | 17    |
| 6  | Bernard Genghini    | Francia             | AS Monaco FC           | 15    |
| -  | Dominique Rocheteau | Francia             | Paris Saint-Germain FC | 15    |
| -  | Stéphane Paille     | Francia             | FC Sochaux             | 15    |
| 9  | Philippe Anziani    | Francia             | AS Monaco FC           | 14    |
| -  | Omar Da Fonseca     | Argentina           | Tours FC               | 14    |
| 11 | Patrice Garande     | Francia             | Auxerre                | 13    |
| -  | Thierry Meyer       | Francia             | SEC Bastia             | 13    |
| -  | Dušan Savić         | RFS Yugoslavia      | Lille                  | 13    |
| -  | Bruno Bellone       | Francia             | AS Monaco FC           | 13    |
| -  | Rubén Umpiérrez     | Uruguay             | AS Nancy               | 13    |
| 16 | Dieter Müller       | Alemania Occidental | Bordeaux               | 12    |
| -  | Philippe Vercruysse | Francia             | RC Lens                | 12    |
| -  | Walter Kelsch       | Alemania Occidental | RC Strasbourg          | 12    |
| -  | Eric Pécout         | Francia             | RC Strasbourg          | 12    |
| 20 | François Brisson    | Francia             | RC Lens                | 11    |
| -  | Alain Giresse       | Francia             | Bordeaux               | 11    |
| -  | Robert Jacques      | Francia             | AS Nancy               | 11    |